# Christel Domen
Christel Domen (Wilrijk, 15 februari 1963) is een Vlaams actrice. 

## Loopbaan
Domens bekendste rollen zijn Martine Bastiaens-Lefever in Thuis, Nieke in Lili en Marleen en Nathalie De Bie in Familie.
Ze is getrouwd met acteur Marc Coessens en heeft met hem drie kinderen: een dochter en twee zonen.
Domen werkte voor verschillende theatergezelschappen als KNS, Fakkeltheater, KVS en NTG. Ze speelde ook in enkele komedies van De Komedie Compagnie. Sinds 2019 maakt ze deel uit van Het Farcetheater en speelt ze ermee in verschillende producties. 